# Alperen Berber
Alperen Berber (ur. 2005) – turecki zapaśnik walczący w stylu klasycznym. Złoty medalista mistrzostw Europy w 2024. 
Drugi na MŚ U-23 w 2023. Mistrz Europy U-23 w 2025. Mistrz świata juniorów w 2023 i 2024, trzeci w 2022. Drugi na ME juniorów w 2023 i 2024 roku.